# 超人七號角色列表
| 演员                   | 角色       | 角色                 | 以年代史發展之登场季数 | 以年代史發展之登场季数 | 以年代史發展之登场季数 | 以年代史發展之登场季数 | 以年代史發展之登场季数 | 以年代史發展之登场季数 | 平行宇宙        | 平行宇宙             |
| 譯名                   | 譯名       | 日語                 | 七號                   | 電視特別篇             | 紀念3部曲              | 最終章6部曲            | EVOLUTION              | SEVEN X                | 雷歐            | 超8                  |
| ---------------------- | ---------- | -------------------- | ---------------------- | ---------------------- | ---------------------- | ---------------------- | ---------------------- | ---------------------- | --------------- | -------------------- |
| 森次晃嗣               | 諸星彈     | モロボシ・ダン       | 主演                   | 主演                   | 主演                   | 主演                   | 旁白                   | 客串                   | 主演            | 主演                 |
| 菱美百合子             | 友里安娜   | 友里アンヌ           | 主演                   | 客串                   | Does not appear        | Does not appear        | Does not appear        | 客串                   | 客串            | 主演                 |
| 中山昭二               | 桐山薰     | キリヤマ・カオル     | 主演                   | Does not appear        | Does not appear        | 提及                   | Does not appear        | Does not appear        | Does not appear | Does not appear      |
| 石井伊吉（毒蝮三太夫） | 古橋茂     | フルハシ・シゲル     | 主演                   | 主演                   | 主演                   | 主演                   | Does not appear        | Does not appear        | Does not appear | Does not appear      |
| 阿知波信介             | 曾我       | ソガ                 | 主演                   | Does not appear        | Does not appear        | Does not appear        | Does not appear        | Does not appear        | Does not appear | Does not appear      |
| 古谷敏                 | 天城       | アマギ               | 主演                   | Does not appear        | Does not appear        | Does not appear        | Does not appear        | Does not appear        | Does not appear | Does not appear      |
| 佐原健二               | 竹中參謀   | タケナカ参謀         | 常設                   | 常設                   | 常設                   | 常設                   | Does not appear        | Does not appear        | Does not appear | 演員回歸（非同角色） |
| 影丸茂樹               | 加治       | カジ                 | Does not appear        | 主演                   | Does not appear        | 常設                   | Does not appear        | Does not appear        | Does not appear | 演員回歸（非同角色） |
| 山﨑勝之               | 風森正輝   | カザモリ・マサキ     | Does not appear        | Does not appear        | 主演                   | 主演                   | 主演                   | Does not appear        | Does not appear | Does not appear      |
| 南条弘二               | 白銀三四郎 | シラガネ・サンシロウ | Does not appear        | Does not appear        | 主演                   | 主演                   | 主演                   | Does not appear        | Does not appear | Does not appear      |
| 鵜川薫                 | 早川里美   | ハヤカワ・サトミ     | Does not appear        | Does not appear        | 主演                   | 主演                   | 主演                   | Does not appear        | Does not appear | Does not appear      |
| 正岡邦夫               | 志摩圭介   | シマ・ケイスケ       | Does not appear        | Does not appear        | 主演                   | 主演                   | 主演                   | Does not appear        | Does not appear | Does not appear      |
| 古賀亘                 | 水野琢磨   | ミズノ・タクマ       | Does not appear        | Does not appear        | 主演                   | 主演                   | 主演                   | Does not appear        | Does not appear | Does not appear      |
| 足立理惠子             | 本城留美   | ホンジョウ・ルミ     | Does not appear        | Does not appear        | 主演                   | 主演                   | 主演                   | Does not appear        | Does not appear | Does not appear      |
| 勝村美香               | 如月雪     | キサラギ・ユキ       | Does not appear        | Does not appear        | Does not appear        | Does not appear        | 主演                   | Does not appear        | Does not appear | Does not appear      |

此條目中為圓谷製作之特攝劇《超人七號》及其關聯作品《平成超人七號系列作品》、《超人七號X》共同世界觀中出現的所有角色。

## 主角
諸星彈 （モロボシ・ダン）
飾演者：森次晃嗣
配音：梁政平（香港佳視）雷霆（香港亞視）
本作主角，超人七號的地球人型態，推定年齡為23歲。最初因星際之間的侵略戰爭愈演愈烈，並以來自宇宙的「恆星觀測員340號」身分造訪地球，不過來到地球後，看到青年「薩摩次郎」捨己救人的義行時將他救出，並對次郎的英勇舉動深受感動，於是選擇以他的模樣成為自己在地球上的另一個身分。更為了保護被宇宙侵略者覬覦的地球，而毅然加入超級警備隊U.G，成為該團隊的第六位成員。
性格溫和而真誠，有時也能見到他天真爛漫的一面。當遇上警備隊無法處理的危機之際就會變回本體「超人七號」，並運用超能力與邪惡宇宙人及怪獸戰鬥。
在第11集曾被瓦伊路德星人使用生命照相機吸收生命，而短暫「死亡」，後來則被天城隊員用技術復活。
隨著劇情發展，由於彈在地球行動的期間與侵略者進行激烈的戰鬥，導致身體遭受很大的傷害，在最終話因忍受病痛帶來的折磨被「七號上司」忠告持續停留地球上就意味著死亡。但最終為了阻止戈斯星人攻擊世界，向安娜表明自己真正的身份後進行變身，最終在擊敗戈斯星人後飛向了宇宙，化為一道金色的光消失在空中。

《平成七號OV系列》
在《太陽能作戰》因被未知敵人攻擊而受傷，並墜落重返地球，在戰鬥中曾暫時失憶，因距當年離開地球已經過了近30年的時間，彈再再次到訪地球時卻發現物是人非，自身的行動變得十分困難。於是則多次化身超級警備隊的第三期隊員「風森正輝」的外貌進行活動。於是在《紀念3部作》中，曾借用風森正輝的外貌進行調查活動，並和古橋茂再度見面。
在《最終章6部作》中，因風森正輝的捨己為人精神所感動，因此再度化身成他的樣子並代替風森繼續活躍 ，然而最終最後因違反宇宙法律而與風森正輝分離，彈則獨自接受宇宙法律對他的懲罰。在《Evolution》中並未登場，然而自身的力量卻和保留在風森正輝身上的超能力融合，最後使風森正輝與其一體化，最終在結局時以風森的外表表示即使為了人類而犯下三次罪過，也依然會保護著地球，而在地球開始展開獨自一人的旅程。
《超人七號X》
為了解決自己和平行世界的危機，而通過時空隧道穿越到平行世界，並附身於DUES特工JIN（仁）身上，最終戰鬥結束後與JIN分離，並回到自己的世界與安娜重逢。
光之國世界觀
另外在以超人兄弟為主的光之國世界觀中，曾多次以超人七號的身份持續登場，其中曾以M.A.C隊長的身份在《超人力霸王雷歐》擔當主要角色。不過在第1話與馬格馬星人和基拉斯兄弟戰鬥時中身受重傷，因而失去了變身的能力，而後則向前來救助的鳳源委託保衛地球的大任。並以師傅的身分幫助鳳源進行嚴厲的磨練，使其迅速成長。在第40話M.A.C被圓盤生物殲滅後失蹤，之後於《超人力霸王梅比斯》劇中的追加描述裡指出，其實當時諸星彈是被超人之母所救，返回了光之國。

## 超級警備隊（U.G）

### 第一批
桐山薰  （キリヤマ・カオル）
飾演者：中山昭二
配音： 黃志明（香港亞視）
超級警備隊U.G的隊長，38歲。來自東京都，自地球防衛軍入隊已有16年的作戰經驗。
是一位做事沉著冷靜，擔任其整個警備隊運作的重要領導者，此外在私下也有著相當深厚的情感，因此受到下屬和高層管理人員的高度信賴。
是位出色的指揮官，在第1話庫爾星人製造後的京濱工業地帶毀滅事件中，邀請了解決事件有功，當時仍為流浪青年的彈加入警備隊，敢於與那些傷害地球的外星人談判，也經常面對恐懼還是在戰鬥中激勵著隊員們，此外被同屆密友，空間站V3的倉田隊長稱為“鼴鼠”。此外也相信算命和第六感等神通能力。
儘管擁有敢於對抗傷害地球和地球人的英勇個性，並根據情況來進行分析，但在第43話儂馬特人事件時，曾向自己的部下發出提前撤離建議，並且親自指揮對海底城市儂馬特的襲擊，儘管這是超級警備隊聲稱為了「保護人類=地球人」所策劃的行動，但實際的結果可能是使聲稱為「地球原住民」的儂馬特文明遭到人類殲滅，並留下「這是我們的勝利！海底屬於我們人類了！」這句具有爭議性質的言論，但在TV版結局時，也曾說出「地球要靠我們人類自己來守護」的名言。
《平成七號OV系列》
僅在99年最終章的設定被提及，因後來因為對地球原住民儂馬特人感到懷疑而企圖調查「歐米茄檔案」，進而遭到地球防衛軍秘密暗殺，桐山薰的相關檔案也被抹除。。。在OV版劇本統籌武上純希所撰寫的小說版《超人七號 Episode0》中，變成老人的桐山曾再度登場，並在儂馬特人的審判中談到自己當時參與攻擊的感受。
 友里安娜  （友里アンヌ）
飾演者：菱見百合子
配音： 周文瑛（香港亞視）
超級警備隊U.G的隊醫皆隊員。20歳。
來自東京都，已經入隊2年，平時除了在醫療中心工作外也經常參加實際戰鬥。偶而也會被捲入神秘的宇宙人案件。
擁有相當秀麗的外表，此外在作戰時也有勇猛果敢的一面，在隊裡與彈關係最為密切，對彈似乎懷著被認為是「愛情」的情感。
於最終話透過彈的對話而間接得知了彈的真實身份，並在最終戰役時協助變身成超人七號的彈戰鬥，最後在結局時與桐山隊長和諸位隊員一同目送超人七號離開地球。。}}
《雷歐》
在第29話《命運的重逢！彈和安娜》中出現了一個長相類似安娜的女人，但在回答彈的問題時，她頑固地否認自己是安娜。而在劇中與相關的設定集並未明確表示為安娜還是類似的陌生人。
《平成七號OV系列》
曾《太陽能作戰》以退休隊員身份出現，50歲，她與楠原博士的弟弟結婚，為了紀念諸星彈而給兒子取名為「楠原彈」。在系列構成武上純希撰寫的小說版《超人七號 Episode0》、《超人七號 Evolution》裡，曾多次通過古橋、彈等人的回憶所提及。同時在小說版登場的儂馬特人則化身成年輕安娜的樣子與彈交流。
《超人七號X》
在兩個世界相連的湖邊等待著彈的歸來，兩人最終重逢。
 古橋茂  （フルハシ・シゲル）
飾演者：毒蝮三太夫}
配音：劉文光->黃志成（香港亞視）
超級警備隊U.G的隊員，29歲。
具有入隊7年的經驗，出身自北海道一間經營一家牧場的家庭，是位粗獷豪邁，做事勇敢，但有時也缺乏細心的男子。擁有5段柔道和5段空手道的段位，更因此成為團隊中最有名的大力士。在結局仍堅信著彈還活著，也希望能夠再度與彈團聚。
《平成七號OV系列》
在本傳三十年後，於《太陽能作戰》升任為超級警備隊U.G的第二任隊長、59歲，並在機庫內再度看到因墜落重返地球的七號，即使在七號因梅特隆星人的襲擊下消失，依然堅信著彈還活著。
《紀念3部作》則是以升任地球防衛軍參謀的身份登場，63歲。不僅經常與第三批超級警衛隊成員進行合作和叫流，也是初始團隊中唯一再次見到彈的成員，在《最終章6部作》第一話因保衛防衛軍的月球基地被遭到瓦爾基里星人的控制下自殺，在彈的面前去世。此後則後被地球原住民儂馬特復活，用以傳達儂馬特的訊息與見證人，在結局繼續執行參謀的職責後，與彈正式告別。
雖然沒有出現在《EVOLUTION》中，在系列構成武上純希撰寫的小說版《超人七號 Episode0》中，描繪了其因稻垣參謀接手工作，被迫擔任名譽職務，後則召集成為重建遠東支部的重要推手。
 曾我 
飾演者：阿知波信介
配音： 羅偉傑（香港亞視）
超級警備隊U.G的隊員，25歲。
具有入隊3年的經驗。他的射擊技術是防衛隊中最為頂尖的，是位性格活潑且相當感性的男子，同時也是彈的好朋友。當彈在第11話中暫時死亡時曾大聲哭泣，也是在最終話第一個發現彈身體不適的人。出生於九州南部，有一位名叫南部冴子的未婚妻。 
在本傳後續的正統續作《平成七號OV系列》並未登場。
 天城  
飾演者：古谷敏
配音：呂永林（香港亞視）
超級警備隊U.G的隊員，24歲。具有入隊2年的經驗，名古屋人，是一位冷靜鎮定果斷的男子，不過患有懼高症。
曾經在年幼時因目睹煙花廠爆炸而害怕火藥，但後來在任務時克服。在最終話曾被戈斯星人綁架並用作與防衛隊挾持的條件，最終則被變身成七號的彈救出。
在本傳後續的正統續作《平成七號OV系列》並未登場。演員古谷敏實為圓谷製作前兩部作品《超異象之謎》與《超人力霸王》的皮套演員。

### 第二批
加治 
飾演者： 影丸茂樹
《太陽能作戰》初登場，超級警備隊U.G的第二代隊員，是一位不折不扣的熱血青年。行事風格非常稱職，總是奮不顧身的戰鬥，儘管有時和古橋隊長意見不同，他依然將古橋視作父親一般尊敬。
《最終章6部作》
替代古橋而升任地球防衛軍參謀再度登場，儘管以「保衛人類」為優先考量，並秉持著相當強硬的立場主導軍事力量，成為推動友誼計畫的幕後元兇，在《地球星人的大地》之後的後日談，因在戰役受創與古橋本身「保護即和平」的理念背道而馳，認為必須要「剷除外來威脅才是真正和平」的他，最終選擇走上鷹派路線，並數次與超人七號發生衝突。在《我是地球人》的最後，他和超級警衛隊對發現歐米茄檔案的七號進行了槍戰，由於不服從竹中的命令，他衝上去挑戰七號，但最終依然不敵七號的攻勢，並在眾兵的面前情緒潰堤，在歐米茄檔案事件後的動向不明。
 東鄉  
飾演者： 松山鷹志
只在《太陽能作戰》、《地球星人的大地》登場的超級警備隊成員，性格嚴肅、能夠冷靜判斷的事實副隊長，也是隊伍內的射擊高手。
 莉莎  
 
飾演者：鈴木亜美
只在《太陽能作戰》、《地球星人的大地》登場的超級警備隊成員，性格和善，也是隊中唯一的女隊員。

### 第三批
風森正輝  （カザモリ・マサキ）
飾演者：山﨑勝之
《平成超人七號系列》的主角，《紀念3部曲》初登場，超級警備隊U.G的第三代隊員。是一個直率、性情的熱血青年。厭惡他人稱呼其名字時候多加個君。
最初只是警備隊的一名普通成員，在《紀念3部曲》第1話調查奇怪失憶事件時遇到了彈。最初一直將彈當做外星人看待，後來才知道彈身為超級警備隊成員的過去及超人七號的身份。
由於事情的嚴重性因素使彈的行動受到困擾，為了方便行動，彈在故事中將風森放入了膠囊中後，自己則變成了風森的樣子活動，最終結束後會把風森從膠囊中放出，因此彈與風森有比其他第三代警備隊成員有更多交集。
在《最終章6部作》開始於作戰中犧牲了，確認自己確實為了地球貢獻過後倒在彈的懷裡。受其精神感動的彈則再次將風森的身體置放在膠囊治療，自身也再次化身成風森的模樣繼續在超級警備隊裡面作戰。在最終話跟彈分別之後，復活的風森則辭去了超級警備隊的工作。因成為數次事件能圓滿解決的關鍵使然，彈評論其為奇蹟人。
在《EVOLUTION》歐米茄檔案事件五年後，他和里美都辭去了超級警備隊的工作。風森四處旅行，並以局外人的身分協助超級警備隊。由於多次合體化的因素，風森身上開始出現類似透視能力、傳感術、意念力防禦、念動波攻擊等超越人類的超能力，性格也如七號般越來越嚴謹，並在第3話里美的犧牲下後成功獲得七號的變身能力，隨後與七號合為一體。最終風森自身意識也與七號一體化，到了最後也沒和七號分離，並在最終的結局離開了眾人，展開了獨自一人的旅程。
白銀三四郎 （シラガネ・サンシロウ）
飾演者： 南条弘二
《紀念3部曲》初登場，超級警備隊U.G的第三代隊長。接替則升任地球防衛軍參謀的古橋茂隊長職位，是地球防衛軍的精英。擁有豐富的作戰經驗和優秀的領導素質。其中果斷的行事作風和因勢利導的戰術思維不輸給桐山隊長，也是隊伍中首先注意到風森是超人七號的成員。
儘管行事作風與古橋相似，但在《EVOLUTION》揭露因過去曾經歷身孕的妻子翔子（島崎美智子飾）因車禍喪生的慘痛經歷，所以判斷失誤往往會陷入自我懷疑的狀態中，難以集中意志力。平時十分愛惜部下，有時會為了部下不惜和上級翻臉，因此很快博得了隊員們的信任和愛戴。
 早川里美 （ハヤカワ・サトミ）
飾演者： 鵜川薫
超級警備隊U.G的第三代隊員，也擔當著《紀念3部曲》、《最終章6部作》和《EVOLUTION》的女主角角色。 
是一位富有勇氣和正義感的女子，和風森的關係很好，甚至可以說是暗戀風森。 在童年受到父親好友皆小說家「邊見芳哉（真實身份為克魯星人）」的科幻小說《飛在空中的大鐵塊》的影響，因而受到勵志而成為她加入超級警備隊的動機。
在《EVOLUTION》歐米茄檔案事件後，他和風森辭去了超級警備隊的工作。獨自居住在別墅撰寫童話故事，然而隨後則重返崗位協助隊員們戰鬥，最後第三話行動時遭到地球防衛軍士兵誤射而被殺害死亡。死後以靈魂形式，透過黃金龍使風森被帶往超人七號被囚禁的地方，並成功喚醒了七號，在最終結局靈魂也隨著黃金龍的離開而消逝。。
在小說版《EPISODE：0》中，據說由於歐米茄檔案事件，導致對於地球防衛隊的理想徹底破裂，因此愛上了作為七號化身的風森，也成為令她離開超級警備隊的動機。
志摩圭介 （シマ・ケイスケ）
飾演者： 正岡邦夫
《紀念3部曲》初登場，超級警備隊U.G的第三代副隊長。具有相當良好運動神經，然而做事卻很粗心的樂觀男子，具有相當強烈的正義感，缺點是經常犯下小錯誤。幼年母親去世後遭到父親遺棄，最終則是由祖母撫養長大，非常喜歡吃地球防衛隊食堂菜單的勝丼。在《EVOLUTION》則顯露出較為無情的一面，例如曾刻畫毫不猶豫地將無惡意的植物生命體宰殺的橋段。
 水野琢磨  （ミズノ・タクマ）
飾演者：古賀亘
《紀念3部曲》初登場，超級警備隊U.G的第三代隊員。是隊伍中的生物學家，頭腦聰明，同時也是隊裡的設計人員，經常協助隊伍進行分析科學、怪獸、史料與相關調查，並從中進行分析重要紀錄，此外也身手敏捷，擅長射擊和駕駛戰鬥機，不過在面對喜歡的對象時，則有著較為專情且感性的一面，在《最終章六部曲》中曾經歷一場悲催的愛情。
 本城留美  （ホンジョウ・ルミ）
飾演者：足立理繪子
《紀念3部曲》初登場，超級警備隊U.G的第三代隊員。
和里美關係相當要好。是隊伍中的通訊員，通常在指揮室指導隊員行動，同時也是一個電腦高手。與頂尖的解析技術相比，則是較為率真且天然呆的一面，有時面對突發情況也稍微缺欠一些緊張感，但儘管如此，卻依然保有作為超級警衛隊隊員勇於面對戰鬥的決心，在歐米茄檔案事件曾破解文件，並將歐米茄檔案的資料藉由宇宙電波發送給予宇宙。
 如月雪  （キサラギ・ユキ）
飾演者：勝村美香
於《EVOLUTION》初登場，超級警備隊U.G的第三代隊員，真實身份是從地球防衛軍特種部隊調來的一名女軍人。 最初屬於特種部隊，因此他的能力相當強大。同時也是在特種部隊時期時，在卡爾多星人的介入參與Akashic Record有關的任務中，是在次元隧道唯二的倖存者之一，而自身的腦部也被植入了共生體，產生了新神經。
過去曾被父母虐待的創傷，儘管他在任務時都是以激進的態度，並不願接受他人好意的情況下行動，但是在隊友的相處下而漸漸打開心房，也開始探討著保護地球的理念和意義。

## 地球防衛軍
山岡長官  （ヤマオカ長官）
飾演者：藤田進
55歲。地球防衛軍TDF遠東基地的最高責任人。僅於第1、5、25、49集登場，參謀率領全基地上下將近3000名隊員日夜監控，避免侵略者趁虛而入。
在對侵略者持堅定驅逐的態度同時，也始終對戰場成員表示理解並指揮他們的行動。是向彈推薦加入超級警備隊的關鍵人物。
在最終話時與超級警備隊找到戈斯星人在熊嶽山的火山口底下所興建的基地，並阻止了歷史上最大的侵略。
 竹中参謀  （タケナカ参謀）
飾演者：佐原健二
配音： 曾秉輝（香港亞視）
40歳，從TDF參謀本部派來負責監督超級防衛隊的参謀，也擔當著山岡長官不在時指揮部隊的領導人位置。
《平成七號OV系列》
被晉升為遠東基地的秘書。
《超人力霸王梅比斯》
被晉升為GUYS的最高總負責人。
 真鍋参謀  （マナベ参謀）
飾演者：宮川洋一
42歳，從TDF參謀本部派來負責監督超級防衛隊的参謀，他通常會做出冷酷無情的決定，將地球的安全放在最優先的位置。曾在第6話曾下令摧毀受到地球引力所吸引的佩蓋薩星人的「佩蓋薩市」，也在第32集中試圖藉由發射新導彈來保護整個遠東基地，甚至為此付出失去三位隊員的代價。
 倉田隊長  （クラタ隊長）
飾演者：南廣
配音：馮志輝（香港亞視）
僅在第13、35、48、49集登場，是TDF「V3空間站」的資深隊長。他和其他隊員們派遣在衛星軌道上的V3空間站，目的是為了保護大氣層及真空區域並防止入侵者入侵，也是桐山薰在軍官学校訓練時期結識的隊友。
 在執行任務時將摧毀目標優先於理性思考，是個具有強烈情感的人。
 在對抗埃洛斯星人和戈斯星人的作戰中，均出手協助超級警備隊。
 北村博士   （キタムラ博士）
飾演者：岡部正，松尾文人（第31集代演）
僅在第22、27、31、33、48、49集登場。
 於TDF醫學中心任職的博士，精通太空醫學。
 上野隊員  
 
飾演者： 勝部義夫
TDF通信班隊員，此角色僅於第16集的劇本中出現姓氏，在其他登場集數中均作「防衛隊員」，曾被匹特星人變身的少女催眠過。

### 平成七號系列
稲垣參謀  
 
飾演者：野口雅弘
於《EVOLUTION》初登場，地球防衛軍TDF的參謀。
	西條參謀  
 
飾演者：西守正樹
於《EVOLUTION》初登場，地球防衛軍TDF的參謀。

### 客串演出
- 柳川參謀[註 11]（＃1）：平田昭彦
- 鮑嘉參謀（＃1）：弗朗茲·格魯伯（日语：フランツ・グルーベル）[14][15]
- 石黑達男隊員（＃2）：松本朝夫：太空站V3隊員
- 馬克斯號艦長（＃4）：幸田宗丸
- 馬克斯號乘員（＃4）：上西弘次[註 12]
- 防衛軍隊員（＃4、6）：岡村春彦、尾鼻隆：通信班
- 雷達室隊員（＃5）：加藤茂雄
- 防衛軍隊員（＃6）：上西弘次[註 13]
- V3太空站隊員，怪電波解讀專家·水野隊員（＃7）：山中紘
- 醫療中心醫師（＃11）：金城哲夫 ※字幕未列名
- 醫療中心醫師（＃11）：上原正三（日语：上原正三）[註 14]
- 太空站V3隊員（＃13）：山崎猛
- 防衛軍参謀（＃14）：片山滉
- TDF華盛頓基地諜報部員·馬文・威普（＃14、15）：泰瑞·法恩斯沃斯(Terry Farnsworth)
- 通信班·吉田隊員（＃16）：岩本弘司（日语：岩本弘司）
- 防衛隊機隊員（＃18）：東龍明
- 醫療中心醫生（＃22）：小島岩
- 北極圏巡邏機隊員（＃24）：小澤直平
- 荒木隊員（＃25）：幸田宗丸：医療班
- 向井班長（＃25）：山本廉：動力班
- 防衛軍隊員（＃25）：金城哲夫 ※（客串出演）[註 15]
- 野川由紀夫隊員（＃27）：廣瀬明：通信隊員
- 準隊員·青木（＃30）：山口豪久（日语：山口豪久）
- 白濱隊員（＃35）：鶴賀二郎（日语：鶴賀二郎）
- 参謀本部·廣田隊員（＃36）：大橋一元
- 宣傳班・隊員（＃45）：上田耕一[註 16]

科學家
- 電子工學權威·湯島博士（＃5）：山本耕一（日语：山本耕一）
- TDF科学班·金田隊員（＃8）：伊藤久哉
- TDF科学班·福田博士（＃12）：福田善之
- �防衛會議成員（＃14）：奧斯曼·優素福
- 伊藤博士（＃14）：吉原正皓（日语：吉原正皓）
- 葛林博士（＃14）：恩維爾·阿爾滕貝（日语：エンベル・アルテンバイ）
- 六甲山防衛中心科学班主管·土田博士（＃14、15）：土屋嘉男
- TDF華盛頓基地・科学班·桃樂絲・安德森（＃14、15）：琳達·李·哈迪斯迪（日语：リンダ・ハーディスティー）
- 藍色計畫構想者·宮部博士（＃19）：野村明司（日语：野村明司）
- 國際核能研究權威·岩村博士（＃20）：吉田義夫（日语：吉田義夫）
- 宇宙生物學權威·前野律子博士（＃26）：田村奈巳
- R1号開発小組·瀨川博士（＃26）：向井淳一郎
- 人工太陽計畫主任·李希特博士（＃36）：保羅·杜卡斯
- 猿猴研究家·真山博士（＃44）：増田順司（日语：増田順司）

### 其他登場角色
- 進行訊問的警察（＃1）：大矢兼臣　[註 17]
- 石黑之妻·石黒美津子（＃2）：中真千子（日语：中真千子）
- 石黑家的傭人・靜（＃2）：森今日子
- 酒醉的上班族（＃2）：大村千吉
- 郵差（＃2）：鈴木和夫
- 運送チルソナイト808的警官（＃3）：島田彰[註 18]

- 吾妻湖的釣客（＃3）：金井大
- 神祕女子/戈德拉星人（＃4）：水上竜子（日语：水上竜子）
- 湯島博士搭乗的SST機長（＃5）：緒方燐作
- 湯島博士搭乗的SST空服員（＃5）：若山真樹
- 水島（＃7）：佐田豊（日语：佐田豊）
- 水島之妻（＃7）：西朱美
- 水島誠（＃7）：山村哲夫（日语：山村哲夫）[註 19]
- 水島美香（＃7）：中原純子 ※字幕未列名
- 水島務（＃7）：藤江喜幸 ※字幕未列名
- 獵人・木村（＃7）：伊藤實
- 紅帽子獵人・今野（＃7）：越後憲
- 安藤主播（＃7）：渡邊晃三　※字幕未列名
- 加油站店員A（＃7）：西條康彦（日语：西條康彦）[註 20]
- 加油站店員・二郎（＃7）：久野征四郎
- 加油站的女性顧客（＃7）：凱西·霍蘭
- 步槍殺人魔（＃8）：岡本四郎
- 吉村刑事（＃8）：穗積隆信
- 第四分署刑事（＃8）：鈴木治夫（日语：鈴木治夫_(俳優)）
- 安娜的叔母·友里愛子（＃8）：淺川美由起（日语：浅川みゆ起）
- 愛子的兒子·友里弘（#8）：富田正明
- 弔問客（＃8）：橘正晃、吉頂寺晃、草間璋夫
- 玩具爺爺（＃9）：植村謙二郎

- 神祕隣人（＃10）：山本廉
- 水野章（＃10）：中島洋
- 水野律子（＃10）：百合薫
- 南村（＃11）：春日章良（日语：春日章良）
- 牧童・雪村的屍體（＃11）：上西弘次
- 岩見山的牧童A（＃11）：荒垣輝雄（日语：荒垣輝雄）
- 岩見山的牧童B（＃11）：鈴木邦夫
- 岩見山的牧童C（＃11）：松島映一
- 巡査A（＃11）：鈴木和夫
- 安娜的友人·山部早苗（＃12）：樱井浩子[註 21]
- 早苗的弟弟·山部伸一（＃12）：日下部聖悅

- 少年·弘（＃16）：稻吉千春
- 弘的朋友（＃16）：町田政則（日语：町田政則）
- 派出所巡査（＃16）：堤康久
- 薩摩次郎（＃17）：森次浩司[註 22]
- 朝池炭鉱社員·水木（＃17）：田中淑隆
- 朝池炭鉱社長·徳田（＃17）：松本染升（日语：松本染升）
- 宮部葛蕾絲（＃19）：琳達·李·哈迪斯迪（日语：リンダ・ハーディスティー）
- 榊助手/夏普雷星人（＃20）：北原隆
- 川田登（＃21）：柳谷寛：第三黑汐丸船長
- 漁夫A（＃21）：今井和夫
- 漁夫B（＃21）：権藤幸彦
- 石山琉璃子（＃22）：島司
- 占卜師·安井与太郎（＃23）：木田三千雄
- 古橋隊員之母·古橋由紀（＃24）：市川春代
- 古橋隊員之妹·古橋真奈（＃24）：山口奈奈
- 客機機長（＃24）：布鲁诺·盧克
- 客機副機長（＃24）：小島岩
- 野川隊員未婚妻·水木早苗（＃27）：宮内恵子（日语：牧れい）
- 柏格星人人類型態（＃27）：近藤征矢
- 賽車手（＃28）：野島昭生
- 京南大学物理学科主任·仁羽教授（＃29）：成瀨昌彦（日语：成瀨昌彦）
- 曾我隊員的未婚妻·南部冴子（＃29）：北林早苗（日语：北林早苗）
- 仁羽教授助手·一宮貞文（＃29）：剣持伴紀
- 被達利寄生的少女·香織（＃31）：松坂慶子
- 高田醫生（＃31）：伊藤實
- 大学病院教授（＃33）：笹川恵三
- 靈媒師·花村（＃34）：真理安娜（日语：真理アンヌ）
- 花村的助手·老婆婆（＃34）：春江海（日语：春江ふかみ）
- 丹坎人類型態（＃34）：吉原正皓
- 麥哲倫星人・瑪雅（＃37）：吉田由里（日语：香野百合子）
- 天象儀解説員（＃37）：星野寿彦
- 杉崎治（＃38）：吉田継明
- 杉崎友希子（＃38）：川口恵子
- 瑞士心臓外科医師·尤格倫博士（＃38）：彼得·威廉斯（日语：ピーター・ウィリアムス）
- 交通情報播報員（＃38）：渡辺晃三
- 夏彩子（＃40）：新井茂子
- 日本河童倶楽部·漫畫家川中（＃41）：上田忠好
- 料理屋「河童」店主·竹村（＃41）：梅津榮
- 日本河童俱樂部·SF作家角谷（＃41）：田浦正巳 ※片中字幕為「田浦正己」
- 日本河童俱樂部·女攝影師藤島玲子（＃41）：宮川和子
- 伊集湖的釣客A（＃41）：大村千吉
- 真市少年（＃42）：町田勝紀
- 真市之母（＃42）：野中真理（日语：野中マリ子）
- 海馬海底基地所属·釜田隊員（＃42）：二瓶正也[註 23]
- 校長（＃42）：天草四郎
- 教師（＃42）：毛利幸子
- 第四行星統治者·機械人長官（＃43）：成瀨昌彦
- 機械人署長（＃43）：森塚敏
- 第四行星人長官秘書·艾莉（＃43）：愛真知子
- 艾莉的弟弟（＃43）：川田勝明
- 艾莉的男友・吉歐（＃43）：小野川公三郎（日语：小野川公三郎）
- 飼育師（＃44）：瀧恵一
- 真山博士的助手・民子（＃44）：西朱美
- 旋盤工、業餘天文家·福神三郎（＃45）：冷泉公裕（日语：冷泉公裕）
- 少年（＃45）：高野浩幸高野浩幸（日语：高野浩幸）
- 金子汽車経営者·源叔（＃45）：渡邊文雄
- 麵店「増田屋」店主·重叔（＃45）：米奇安川
- 増田屋的客人（＃45）：中原成男
- 工廠社長（＃45）：金井大
- 警官（＃45）：和久井節緒
- 莎樂美星人首領（＃46）：高橋正夫
- 莎樂美星人女子（＃46）：嘉手納清美（日语：嘉手納清美）
- 上班族·佐藤（＃47）：小林昭二[註 24]
- 佐藤之妻・敏江（＃47）：三條美紀（日语：三條美紀）
- 貓頭鷹社區的居民·林（＃47）：寄山弘
- 貓頭鷹社區的居民·山田夫人（＃47）：大山胖子（日语：大山デブ子）
- 新聞主播（＃49）：篠原大作

### 登场怪兽
- 神祕少女/匹特星人（＃3）：高橋礼子（日语：高橋礼子）
- 人造人少女・01（＃9）：小林夕岐子

- 史貝爾星人A（＃12）：奥村公延
- 史貝爾星人B（＃12）：高橋征郎
- 史貝爾星人C（＃12）：三浦威

- 佐竹三郎/史貝爾星人（＃12）：岩下浩

### 平成七號系列
楠原彈  （ダン）
飾演者：青木海
於《太陽能作戰》登場，安娜的兒子。
田代   
飾演者： 関智一
於《EVOLUTION》初登場。
	稲垣将校  （稲垣将校）
飾演者：神威杏次
於《EVOLUTION》初登場。
美津子  （ミツコ）
飾演者：奈良沙緒理
於《EVOLUTION》初登場。